# Université du Hertfordshire
L'université du Hertfordshire est une université nationale anglaise, située à Hatfield dans le Hertfordshire. Elle a acquis le statut d'université en 1992.

## Composantes
L'université est structurée en 5 composantes :
- École de commerce
- Faculté de sciences, technologie, et arts créatifs
- Faculté des sciences de l'homme et de la santé
- Faculté de sciences humaines, de droit, et d'éducation
- Faculté d'études interdisciplinaires